# 손려
손려(孫慮, 213년 ~ 232년)는 중국 삼국시대 오(吳)나라의 태조 손권(太祖 孫權)의 차남이다. 자는 자지(子智).
228년에 손권이 황제에 등극하자 손려는 건창후(建昌侯)로 봉해졌다. 그 후, 많은 신료들이 손려의 총명함을 칭송하며 왕으로 높여 봉해야 함을 손권에게 간하였으나, 수차례 끝에 허락되었다. 손려는 손권에게서 부절(假節)을 받고 관소를 열었으며 반주(半州)를 다스렸다. 232년에 20세의 나이로 요절했다.

## 같이 보기
- 삼국지 인물 목록